# OLiS
OLiS (Oficjalna Lista Sprzedaży) é o site com a lista oficial dos álbuns musicais mais vendidos na Polônia. A lista existe desde 23 de outubro de 2000 e é fornecido pela ZPAV. Os dados referem-se à semana anterior à próxima edição da declaração. As informações são coletadas e analisadas pela agência de pesquisa TNS Polska, independente e não envolvida na criação e distribuição de publicações fonográficas.